# Manuel Pizarro
Pour les articles homonymes, voir Pizarro.
Manuel Pizarro, né le 2 février 1964 à Coimbra, est un médecin et homme politique portugais, membre du Parti socialiste (PS). Il est député européen de 2019 à 2022 et ministre de la Santé de 2022 à 2024.